# Siganus labyrinthodes
Siganus labyrinthodes là một loài cá biển thuộc chi Cá dìa trong họ Cá dìa. Loài cá này được mô tả lần đầu tiên vào năm 1853.

## Từ nguyên
Từ labyrinth trong danh pháp của loài cá này có nghĩa là "mê cung", tuy không được giải thích rõ nhưng có lẽ ám chỉ đầu, lưng và hai bên thân của chúng có nhiều dải vân sọc màu xanh lam chằng chịt như mê cung.

## Phạm vi phân bố và môi trường sống
S. labyrinthodes có phạm vi phân bố ở vùng biển Tây Thái Bình Dương. Loài cá này chỉ được tìm thấy ở vùng biển ngoài khơi đảo Java và xung quanh quần đảo Moluccas (Indonesia), nhưng chúng có lẽ xuất hiện rộng rãi hơn so với phạm vi được biết đến. S. labyrinthodes có thể sống thành đàn, gần các rạn san hô ven bờ ở độ sâu khoảng 10 m trở lại.

## Mô tả
Chiều dài cơ thể tối đa được ghi nhận ở S. labyrinthodes là 25 cm. S. labyrinthodes hiếm được quan sát, hoặc không được ghi nhận tách biệt với các loài tương tự, nên không có nhiều thông tin về loài cá này. Thân trên có màu đỏ ánh vàng, thân dưới nhạt màu hơn.
Số gai ở vây lưng: 13; Số tia vây ở vây lưng: 10; Số gai ở vây hậu môn: 7; Số tia vây ở vây hậu môn: 9; Số gai ở vây bụng: 1; Số tia vây ở vây bụng: 5.